# لو شمالی (نبراسکا)
لو شمالی(به انگلیسی: North Loup) شهری در ایالت نبراسکا کشور ایالات متحده آمریکا است که جمعیت آن در سرشماری سال ۲۰۱۰ میلادی، ۲۹۷ نفر بوده‌است.